# Ustînivka, Olevsk
Ustînivka (în ucraineană Устинівка) este un sat în comuna Zamîslovîci din raionul Olevsk, regiunea Jîtomîr, Ucraina.

## Demografie
Componența lingvistică a localității Ustînivka
     Ucraineană (100%)
Conform recensământului din 2001, toată populația localității Ustînivka era vorbitoare de ucraineană (100%).